# Kuonanjärvi (sjö i Pyhäjärvi, Norra Österbotten)
Kuonanjärvi är en sjö i kommunen Pyhäjärvi i landskapet Norra Österbotten i Finland. Sjön ligger 135,6 meter över havet. Arean är 4,76 kvadratkilometer och strandlinjen är 13,92 kilometer lång. Sjön  ingår i Kalajoki älvs huvudavrinningsområde.   Den ligger omkring 140 kilometer söder om Uleåborg och omkring 390 kilometer norr om Helsingfors. 